# British Academy Television Awards
O British Academy Television Awards, também conhecido como BAFTA TV Awards, é um prestigioso conjunto de prêmios concedidos pela indústria televisiva do Reino Unido, similar ao Emmy dos Estados Unidos. Apresentado pela British Academy of Film and Television Arts, têm sido entregue anualmente desde 1955.

## Cerimônia
De 1968 a 1997, os prêmios BAFTA de Cinema e Televisão foram apresentados em uma cerimônia conjunta conhecida simplesmente como Prêmio BAFTA, mas para agilizar as cerimônias de 1998 em diante eles foram divididos em dois. Os BAFTA TV Awards são geralmente apresentados em abril e estão abertos apenas a programas britânicos - com exceção do Prêmio do Público e do Prêmio Internacional (isto é para um programa ou série adquirida no mercado internacional, e transmitida no Reino Unido).
A cerimônia de premiação é transmitida pela televisão, geralmente um dia após sua realização. Entre 1998 e 2006, foi alternado entre ITV e BBC One. Mas desde 2007, é exibida com exclusividade pela BBC One.

## Categorias
Programação
- Melhor Drama Único
- Melhor Minissérie
- Melhor Série Dramática
- Melhor Novela ou Drama Continuado
- Melhor Programa Internacional
- Melhor Comédia (Programa ou Série)
- Melhor Comédia Roteirizada
- Melhor Série Factual
- Melhor Especialista em Fatos
- Melhor Documentário
- Melhor Participação
- Melhor Programa Diurno
- Melhor Reality e Fato Criado
- Melhor Programa de Curta Duração
- Melhor Programa de Atualidades
- Melhor Cobertura Jornalística
- Melhor Evento Ao Vivo
- Melhor Programa de Esporte
- Melhor Programa de Entretenimento

Atuação
- Melhor Ator 
- Melhor Atriz
- Melhor Ator Coadjuvante
- Melhor Atriz Coadjuvante
- Melhor Performance de Entretenimento
- Melhor Ator em Comédia
- Melhor Atriz em Comédia